# Полет 387 на „Алия Ройал Джордейниън“
Полет 387 на „Алия Ройал Джордейниън“ е редовен международен пътнически полет от международното летище „Аман – Кралица Алия“, Аман, Йордания, до международното летище „Сиеб“, Маскат, Оман, с планирано междинно кацане на международното летище „Доха“, Доха, Катар, управляван от „Алия Ройал Джордейниън“. В нощта на 13 март 1979 г. самолетът „Боинг 727-2D3“, който изпълнява полета, пропуска захода към писта 34 в Доха, преобръща се в опит за кацане на летището и се разбива в гараж на пожарната станция, което причинява смъртта на 41 пътници и 4 членове на екипажа на борда на машината.
В окончателния доклад, публикуван от Катар на 15 декември 1979 г., разследването заключава, че причината за инцидента е попадането на машината в условия на низходящ поток от въздушни сили („срязване на вятъра“), свързан с гръмотевична буря, чиито последици надвишават експлоатационните възможности на самолета. Сблъсъкът е резултат и от решението на екипажа да извърши заход за кацане, без да бъдат отчетени метеорологични условия в района на летището.
Към август 2025 г. катастрофата остава най-смъртоносният авиационен инцидент в историята на Катар.